# 桓濟
桓濟，字仲道，譙國龍亢（今安徽懷遠）人。東晉大司馬桓溫之次子。桓熙之弟，桓歆、桓禕、桓偉、桓玄之兄。

## 生平
桓濟是東晉權臣桓溫之次子，於晉穆帝升平四年（360年）時封為臨賀縣公，後來官至給事中。
由於父親桓溫認為其長子桓熙缺乏才幹，將大事託付予自己的弟弟桓沖，桓濟竟於父親病重時，與兄長桓熙及與親叔桓祕合謀想殺掉桓沖。事情失敗後，桓沖將桓熙、桓濟兄弟一起徙置於長沙，桓氏兄弟自此再也無力影響政局。

## 家庭

### 妻
- 新安公主司馬道福：晉簡文帝司馬昱三女，與桓濟仳離（可能因為桓濟遭流放之故），改適王獻之。

### 子女
- 桓亮：桓濟之子。桓玄敗死後，自號江州刺史，後來又自號鎮南將軍、湘州刺史，最後戰死於益陽。